# Fútbol Club Barcelona (baloncesto)
La sección de baloncesto del Fútbol Club Barcelona  fue creada el 25 de octubre de 1926, lo que la convierte en el equipo de baloncesto más antiguo de la Liga ACB. Es el segundo club de España en número de títulos conseguidos, y uno de los de mayor prestigio de Europa. La sección de baloncesto vivió sus mejores años en las décadas de los 80 y los 90, en las que consiguió diversos títulos españoles y europeos. Su título más preciado, la Euroliga, no lo consiguió hasta la temporada 2002-2003, cuando ganó la "Final Four" celebrada en la propia ciudad de Barcelona. En 2010 volvió a ganar la Euroliga en París, venciendo al Olympiakos griego.
En octubre de 2010 se convirtió en el primer y único campeón de Europa que consigue derrotar al campeón de la NBA (Los Angeles Lakers año en el que fueron campeones), en partido amistoso organizado por la NBA y la ULEB, en el que no se disputaba ningún título.

## Historia

### Década de 1920: los orígenes
En 1926 se crea la sección de baloncesto. En 1927 el equipo disputa su primera competición oficial, participando en la quinta edición del Campeonato de Cataluña de Baloncesto.

### Década de 1930: lejos de los mejores
El equipo no gana ningún título en esta década en que el F. C. Barcelona continúa lejos del nivel de los mejores equipos de baloncesto catalanes: el Société Patrie, C.E. Europa, Laietà B.C. y C.B. Atlético de Gracia.

### Década de 1940: la primera gran década
El equipo empieza a tener sus primeros grandes éxitos. Gana seis Copas del Generalísimo (1943, 1945, 1946, 1947, 1949, 1950) y queda subcampeón en una ocasión (1942), consolidándose como el mejor equipo de Cataluña y uno de los mejores de España.

### Década de 1950: lento retroceso
Es una década pobre en títulos en la que el Aismalíbar de Montcada y el Joventut de Badalona se convierten en los mejores equipos catalanes. En la temporada 1956-1957 se estrena la primera Liga española con la participación de seis equipos entre los que se encuentra el F. C. Barcelona. El equipo queda subcampeón por detrás del Real Madrid.
En la temporada 1958-1959 el equipo consigue el primer "doblete" de su historia al ganar su primera Liga y Copa.

### Década de 1960: la década ominosa
Es la peor década en la historia del F. C. Barcelona de baloncesto. No solo no se consigue ningún título en 10 años, sino que se producen los dos peores episodios en la historia de la sección.
En 1961 el presidente del club Enric Llaudet decide, incomprensiblemente, disolver la sección de baloncesto, conocido como Llaudetazo a pesar de la gran afición que ya tenía el equipo entre la afición culé. Un año más tarde reconsidera la decisión ante la presión social y la sección vuelve a instaurarse.
En 1964 una polémica decisión de la Federación Española de Baloncesto, que decide inesperadamente reducir la Liga de Primera División de 14 a 8 equipos, condena al F. C. Barcelona al descenso a Segunda División. En 1965 el equipo queda campeón de Segunda y asciende de nuevo a Primera.
En los años 1960, el Barça no solo ve cómo el Real Madrid es el gran dominador a nivel estatal, sino que hasta cuatro equipos catalanes consiguen mucho mejor resultados: el Aismalíbar Montcada, el Joventut de Badalona, el Picadero Jockey Club y el Orillo Verde Sabadell.

### Década de 1970: la transición y el crecimiento
La década de los años 1970 supone la década de la transición entre los ominosos años 1960 y los gloriosos 80. El equipo compite todas las temporadas en primera división, va incrementando su nivel, y mejorando las estructuras de la sección. Un ejemplo es que en 1971 el equipo estrena nueva cancha de juego, el Palau Blaugrana, considerada en su momento uno de los mejores pabellones de Europa. El equipo ha mejorado mucho el nivel y se sitúa en la élite del baloncesto español, pero los años 1970 siguen dominados por el Real Madrid, y el F. C. Barcelona queda siete veces subcampeón de Liga. Además, el conjunto barcelonés ve cómo el Joventut de Badalona sigue siendo el conjunto catalán que consigue más títulos de Liga y Copa.
En la temporada 1974-1975 el equipo disputa su primera final europea, pero pierde la Copa Korac ante el Squibb Cantú.
No será hasta la temporada 1977-1978 que el equipo consigue ganar un nuevo título: su octava Copa, ya denominada Copa del Rey.

### Década de 1980: la década prodigiosa

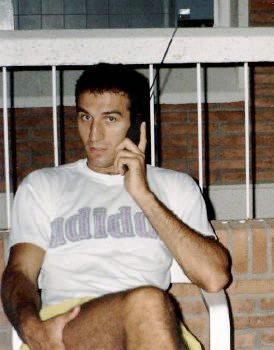
Juan Antonio San Epifanio, Epi el líder del Barcelona en los 80 y uno de los mejores jugadores de la década

Es la mejor década en la historia del F. C. Barcelona de baloncesto. El presidente del club, José Luis Núñez se decide a potenciar al máximo la sección y consigue que el equipo se convierta en el mejor de España y uno de los mejores de Europa de la mano del entrenador Aíto García Reneses y jugadores como Epi, Chicho Sibilio, Audie Norris, Andrés Jiménez y Nacho Solozábal.
En esta década el Barça se convierte en el dominador del baloncesto español al conquistar 6 Ligas (1981, 1983, 1987, 1988, 1989, 1990), 5 Copas del Rey (1981, 1982, 1983, 1987, 1988), 1 Copa Príncipe de Asturias, y 6 Ligas catalanas.
Además, el Barcelona gana sus primeros títulos internacionales al conquistar dos Recopas (1985 y 1986), una Copa Korac (1987), una Supercopa de Europa (1986) y un Mundial de Clubes (1985), sin olvidar los 2 Torneos Internacionales ACB (1984/85 y 1986/87). Muestra del prestigio internacional que consiguió el equipo es que fue dos veces invitado en esa década (en 1989 y 1990) a participar en el Open McDonald's.
La única asignatura pendiente del equipo en esta década es la Copa de Europa, que no consigue ganar pese a disputar dos veces la final: en 1984 pierde la final ante el Banco Di Roma, y en la temporada 1989-1990 pierde ante el Jugoplástica Split.

#### Decepción en Ginebra
En 1984, el F. C. Barcelona afronta en la ciudad de Ginebra (Suiza), por primera vez en su historia, la final del torneo más prestigioso del baloncesto europeo, la Copa de Europa. El cinco inicial del conjunto azulgrana, dirigido por Antoni Serra, fue el siguiente: Solozábal, Epi, Sibilio, Marcellus Starks y Mike Davis. Enfrente estaba otro debutante en finales europeas, el Banco di Roma.
La primera parte fue un recital azulgrana. Tal es así que al término de la primera parte, el Barcelona tenía una ventaja de 14 puntos. Pero todo cambió en la segunda mitad, el Banco di Roma remontó la desventaja gracias en gran parte a la gran aportación del base estadounidense Larry Wright, el Barça sufrió la puntería del hábil base y acusó la mala actuación de Chicho Sibilio, quien solo aportó 4 puntos. Los 23 puntos del MVP de la final: Juan Antonio San Epifanio no bastaron para alzar la ansiada copa, que finalmente se llevó el conjunto italiano. Aquel día comenzó una larga maldición del Barça en la Copa de Europa, que duró 19 años.

### Década de 1990: consolidación en la élite
El equipo se consolida como el mejor equipo de España y uno de los mejores de Europa, aunque los 90 no son tan prolíficos en títulos como la década anterior. Aun así, el equipo gana 4 Ligas (1995, 1996, 1997, 1999), 2 Copas (1991, 1994), 1 Copa Korac (1999) y 2 Ligas Catalanas.
Pero el balance de la década queda empañado por la asignatura pendiente que sigue teniendo el club, y que se antoja imposible de aprobar: la Copa de Europa. El F. C. Barcelona no consigue ganarla pese a jugar tres finales más (1991, 1996 y 1997), y ser el equipo europeo que más veces (6) participa en la "Final Four".
La final de la Liga Europea de 1996, contra el Panathinaikos B.C., fue especialmente polémica, porque perdieron el partido en los últimos segundos debido a un tapón ilegal de Stojan Vranković sobre un tiro de José Antonio Montero, el cual habría dado el título al equipo azulgrana.
Al año siguiente, 1997, nuevamente perdieron en la final contra otro equipo griego, el Olympiacos B.C., en un partido en el que el americano David Rivers, base del equipo ateniense, dominó a placer y no dejó opción a los azulgranas.

### Década de 2000: dominio nacional y dos Euroligas

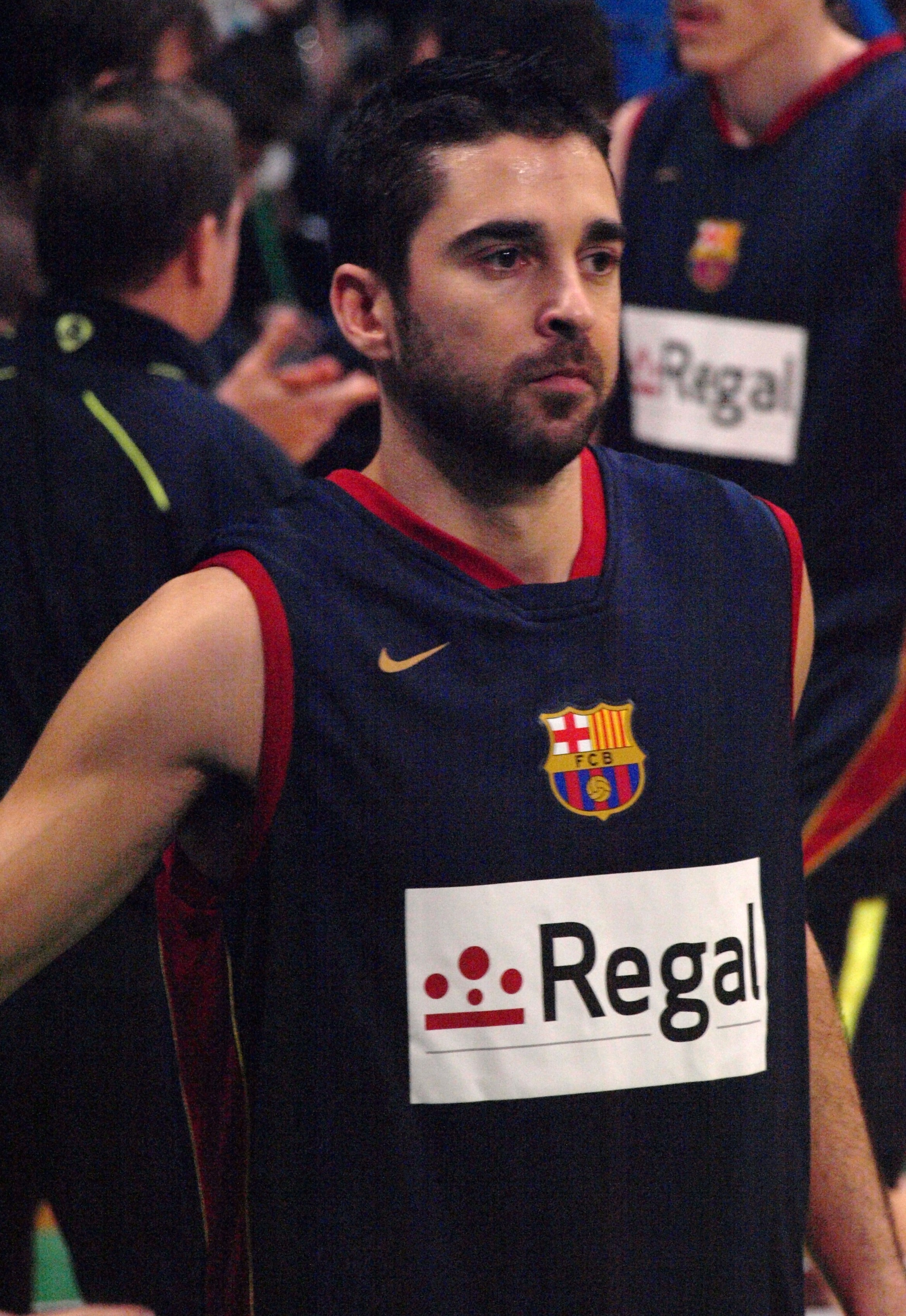
Juan Carlos Navarro, jugador con más partidos, puntos, asistencias y triples de la historia blaugrana, presente en las dos euroligas del Barça.

Los años 2000 empiezan con la pérdida de la Liga contra el Real Madrid en el Palau Blaugrana y la eliminación en semifinales de la Euroliga contra el Maccabi Tel Aviv. El año siguiente el equipo se resarce y, de la mano del joven Pau Gasol, gana la Liga y la Copa. Ese verano el de Sant Boi de Llobregat decide ir a jugar a la NBA, uno de los motivos del fracaso de la siguiente temporada, en la que no se logra ningún título y se decide destituir al entrenador Aíto García Reneses reemplazándolo por el serbio Svetislav Pešić.
La temporada 2002-2003 es la de mayor gloria para la sección: con un quinteto formado por Šarūnas Jasikevičius, Juan Carlos Navarro, Dejan Bodiroga, Gregor Fučka y Roberto Dueñas, se consigue por fin la ansiada Euroliga contra la Benetton Treviso en el Palau Sant Jordi, título que se suma a la Liga y la Copa, consiguiendo de ese modo el triplete.
La siguiente temporada, con la base de la plantilla intacta, excepto la marcha de Jasikevicius, el equipo consigue la Liga en una final apretada ante Estudiantes.
La temporada 2004-2005 es un fracaso absoluto para la sección: se destituye a Pesic, sustituido primero por Joan Montes y por Manolo Flores más tarde, y el equipo cae en cuartos de final de la Liga y en el Top 16 de la Euroliga. Ese verano se decide fichar al entrenador del Baskonia Duško Ivanović y la figura del equipo Dejan Bodiroga decide abandonar la plantilla.
La primera temporada del nuevo proyecto no es satisfactoria: se cae en semifinales de Liga y de Euroliga y la temporada acaba sin títulos. La 2006-2007 no es de mayor éxito, a pesar de conquistar la copa del Rey ante el Real Madrid, ya que se cae en semifinales de Liga y en Cuartos de final de la Euroliga ante Unicaja Málaga. Es la siguiente temporada la del adiós definitivo de Ivanovic del banquillo culé, que es cesado después de unas polémicas declaraciones cuestionando la calidad de la plantilla. Se decide que Xavier Pascual sea su sustituto, y en 4 meses, consigue enderezar el rumbo del equipo y llegar a la Final de la ACB, que se pierde ante el Baskonia.
En la temporada 2008-2009 se consigue, después de 5 años sin ella, la Liga, gracias en parte a la vuelta del jugador Juan Carlos Navarro, que se había marchado a la NBA la temporada anterior. En Euroliga, a pesar de llevar una trayectoria prácticamente inmaculada en la competición, el equipo cae en semifinales ante el CSKA Moscú.
En la temporada 2009-2010, el Barça consigue ante el Real Madrid la Copa del Rey de Baloncesto y el 9 de mayo, en París, consigue la segunda Euroliga de su historia eliminando al CSKA Moscú en semifinales y al Olympiacos en la final por un contundente 86-68. Juan Carlos Navarro fue elegido MVP. Quinteto titular de la final: Ricky Rubio, Juan Carlos Navarro, Pete Mickeal, Erazem Lorbek y Boniface N'Dong. El F. C. Barcelona dominó desde el principio del partido, con un leve bache al inicio del tercer cuarto en el que el Olympiakos se llegó a poner a 5 puntos pero pronto lo solventó con un gran Navarro. El equipo no pudo repetir el triplete del año 2003 debido a la sorprendente derrota en la Final de la ACB ante el Baskonia por 0-3.

### Década de 2010: luces y sombras
La temporada 2010-11, comenzó con el mismo bloque de jugadores que consiguió la segunda Euroliga, a excepción de Jordi Trias, cuyo sitio se vio sustituido por Kosta Perović. El Barcelona logró el triplete de competiciones nacionales. En el primer torneo de la temporada, se alzaron con la Supercopa tras vencer en semifinales 89-55 al Real Madrid, siendo la victoria más abultada frente a los blancos en toda la historia, e imponiéndose al Valencia en la final. El segundo título de la temporada fue el de Copa del Rey, en el que se impusieron en la final al Real Madrid, que disputaba como anfitrión el torneo. El tercer título vino con el Campeonato de Liga, en el que se proclamaron campeones sin perder ningún partido en todo el play-off.
En la temporada 2011-12, el Real Madrid le devolvió el golpe en la final de la Copa del Rey celebrada en el Palau Sant Jordi (74-91). El Barcelona conseguiría resarcirse de esa derrota al llevarse la liga ACB frente al mismo rival, en una apretada y emocionante final (3-2).
En la temporada 2012-13, los papeles se invertirían: el Fútbol Club Barcelona gana la Copa del Rey tras vencer al Valencia en la final (85-69) y eliminar al Real Madrid en cuartos, tras dos prórrogas (108-111). Pero el conjunto blanco se llevó la Supercopa y liga ACB al vencer al Barça en cinco partidos.
En la temporada 2013-14, se gana la Liga y se pierde la final de Copa y la Supercopa. En la Euroliga se sufre, en semifinales de la Final Four, una dolorosa derrota a manos del eterno rival por 62-100.
En la temporada 2014-15 llega a la final de Supercopa, Liga y Copa. Además, llega por segundo año consecutivo a la Final Four, volviendo a caer, por segundo año consecutivo, frente a los blancos.
La temporada 2015-16, concluye con el cese de Xavi Pascual a final de temporada, tras no ganar ningún título, cayendo por un parcial de 3-1 ante el Real Madrid, en las finales por la Liga.
La temporada 2016-17, inicia con la presentación el 8 de julio de Georgios Bartzokas. Se contrató a varios jugadores, para reemplazar las marchas de Satoransky y Abrines a la NBA. La temporada comienza con el subcampeonato en la Supercopa de España, cayendo derrotados ante el anfitrión Gran Canaria. En la Copa del Rey, son apeados en semifinales ante el Valencia 67-76. En Euroliga, que estrena el formato liguero de ida y vuelta ante el resto de quince equipos de la competición, el Barcelona no consigue clasificar entre los ocho primeros, quedando fuera de la disputa por el título. En el campeonato de liga, concluyen la fase regular sextos, quedando eliminados de nuevo por el Valencia, en la primera eliminatoria por el título, quedando además excluidos por primera vez desde el nuevo formato, de la Supercopa de España. A final de temporada, Bartzokas es destituido.
La temporada 2017-18, comienza con Sito Alonso como entrenador, dándose baja a varios jugadores como Munford, Renfroe, Perperoglou, Doellman y Oleson. A nivel de altas, recalan jugadores como Thomas Heurtel, Adrien Moerman, Pierre Oriola, Phil Pressey, Rakim Sanders, el retorno del canterano Marc García, Kevin Seraphin, Adam Hanga y además del alero letón Rodions Kurucs. Tras solo siete meses como entrenador, Alonso es destituido el 5 de febrero de 2018 debido a los malos resultados (40 partidos dirigidos: 21 derrotas y 19 victorias), teniendo los peores números a esa altura de temporada, en los últimos 41 años. El 9 de febrero de 2018 y tras 15 años de su primera época en el equipo, regresa al banquillo Svetislav Pešić. El 18 de febrero de 2018, ganaron 90-92 la final de Copa del Rey frente al Real Madrid, con Thomas Heurtel como MVP.
En la temporada 2018-19 se revalida el título de la Copa del Rey tras vencer, el 17 de febrero de 2019, de nuevo al Real Madrid en la final, repitiendo otra vez Thomas Heurtel como MVP en un final muy polémico.

### Década de 2020

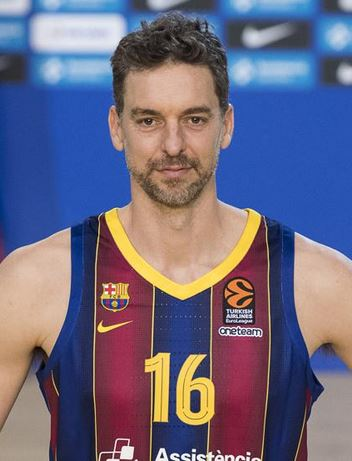
Pau Gasol, en su regreso en 2021, para retirarse en el club que lo formó antes de dar el salto a la NBA

La década comienza con una serie de grandes fichajes para la temporada 2019-20: Álex Abrines (que regresa de la NBA), Brandon Davies, Cory Higgins y Nikola Mirotić. Pese a ello no consiguen ningún título: Caen en los cuartos de final de la Copa del Rey y pierden la Liga ACB 2019-20 ante el Saski Baskonia a partido único en la Fase Final Excepcional de la Liga ACB 2019-20, debido a la pandemia del COVID-19. Esta circunstancia obligó a la cancelación definitiva de la Euroliga 2019-20, donde el equipo estaba clasificado en tercera posición (tras Anadolu Efes y Real Madrid) y clasificado matemáticamente para los play-offs.
La temporada 2020-21 se inicia con la destacada baja de Ante Tomić que ficha por el Club Joventut Badalona tras ocho años en el club azulgrana y el relevo de Svetislav Pešić por Šarūnas Jasikevičius en el banquillo. En septiembre caen derrotados ante el Real Madrid en la Supercopa por 72 a 67. Cinco meses después el Barça se tomó la revancha tras derrotar al Real Madrid en el Wizink Center en la Copa del Rey por 73-88. Tras ganar la Copa del Rey, se confirmó el regreso de Pau Gasol al Barça para el tramo final de la temporada, después de su partida a la NBA hace 20 años. La temporada finalizó con el subcampeonato de la Euroliga, perdida ante el Anadolu Efes S.K. (86-81) y la consecución ante el Real Madrid del decimonoveno título de liga, trofeo que no conseguía desde 2014.

## Denominaciones por patrocinio
- FC Barcelona Banca Catalana (1989–1998)
- Winterthur FC Barcelona (2004–2007)
- AXA FC Barcelona (2007–2008)
- Regal FC Barcelona (2008–2011)
- FC Barcelona Regal (2011–2013)
- FC Barcelona Lassa (2015–2019)

## Temporada a Temporada
| Temporada | Nivel                                                                 | División                                                              | Pos.                                                                                         | V-D                                                                                          | Copa del Rey                                                                                 | Otras copas                                                                                  | Otras copas                                                                                  | Competiciones europes                                                                        | Competiciones europes                                                                        | Competiciones europes                                                                        |
| --------- | --------------------------------------------------------------------- | --------------------------------------------------------------------- | -------------------------------------------------------------------------------------------- | -------------------------------------------------------------------------------------------- | -------------------------------------------------------------------------------------------- | -------------------------------------------------------------------------------------------- | -------------------------------------------------------------------------------------------- | -------------------------------------------------------------------------------------------- | -------------------------------------------------------------------------------------------- | -------------------------------------------------------------------------------------------- |
| 1923–56   | Copa del Rey                                                          | Copa del Rey                                                          | 6 veces campeón (42–43, 44–45, 45–46, 46–47, 48–49, 49–50), 2 veces finalista (41–42, 50–51) | 6 veces campeón (42–43, 44–45, 45–46, 46–47, 48–49, 49–50), 2 veces finalista (41–42, 50–51) | 6 veces campeón (42–43, 44–45, 45–46, 46–47, 48–49, 49–50), 2 veces finalista (41–42, 50–51) | 6 veces campeón (42–43, 44–45, 45–46, 46–47, 48–49, 49–50), 2 veces finalista (41–42, 50–51) | 6 veces campeón (42–43, 44–45, 45–46, 46–47, 48–49, 49–50), 2 veces finalista (41–42, 50–51) | 6 veces campeón (42–43, 44–45, 45–46, 46–47, 48–49, 49–50), 2 veces finalista (41–42, 50–51) | 6 veces campeón (42–43, 44–45, 45–46, 46–47, 48–49, 49–50), 2 veces finalista (41–42, 50–51) | 6 veces campeón (42–43, 44–45, 45–46, 46–47, 48–49, 49–50), 2 veces finalista (41–42, 50–51) |
| 1957      | 1                                                                     | 1.ª División                                                          | 2.º                                                                                          | 7–3                                                                                          | Cuarta posición                                                                              |                                                                                              |                                                                                              |                                                                                              |                                                                                              |                                                                                              |
| 1958      | 1                                                                     | 1.ª División                                                          | 8.º                                                                                          | 4–14                                                                                         |                                                                                              |                                                                                              |                                                                                              |                                                                                              |                                                                                              |                                                                                              |
| 1958–59   | 1                                                                     | 1.ª División                                                          | 1.º                                                                                          | 20–2                                                                                         | Campeón                                                                                      |                                                                                              |                                                                                              |                                                                                              |                                                                                              |                                                                                              |
| 1959–60   | 1                                                                     | 1.ª División                                                          | 6.º                                                                                          | 11–11                                                                                        | Semifinalista                                                                                |                                                                                              |                                                                                              | 1 Champions Cup                                                                              | QF                                                                                           | 2–2                                                                                          |
| 1960–61   | 1                                                                     | 1.ª División                                                          | 3.º                                                                                          | 15–7                                                                                         | Semifinalista                                                                                |                                                                                              |                                                                                              |                                                                                              |                                                                                              |                                                                                              |
| 1961–62   | El club disolvió la sección temporalmente y no compitió esa temporada | El club disolvió la sección temporalmente y no compitió esa temporada | El club disolvió la sección temporalmente y no compitió esa temporada                        | El club disolvió la sección temporalmente y no compitió esa temporada                        | El club disolvió la sección temporalmente y no compitió esa temporada                        | El club disolvió la sección temporalmente y no compitió esa temporada                        | El club disolvió la sección temporalmente y no compitió esa temporada                        | El club disolvió la sección temporalmente y no compitió esa temporada                        | El club disolvió la sección temporalmente y no compitió esa temporada                        | El club disolvió la sección temporalmente y no compitió esa temporada                        |
| 1962–63   | 1                                                                     | 1.ª División                                                          | 6.º                                                                                          | 2–10                                                                                         |                                                                                              |                                                                                              |                                                                                              |                                                                                              |                                                                                              |                                                                                              |
| 1963–64   | 1                                                                     | 1.ª División                                                          | 6.º                                                                                          | 4–8                                                                                          |                                                                                              |                                                                                              |                                                                                              |                                                                                              |                                                                                              |                                                                                              |
| 1964–65   | 2                                                                     | 2.ª División                                                          | 1.º                                                                                          |                                                                                              |                                                                                              |                                                                                              |                                                                                              |                                                                                              |                                                                                              |                                                                                              |
| 1965–66   | 1                                                                     | 1.ª División                                                          | 5.º                                                                                          | 8–10                                                                                         | Semifinalista                                                                                |                                                                                              |                                                                                              |                                                                                              |                                                                                              |                                                                                              |
| 1966–67   | 1                                                                     | 1.ª División                                                          | 7.º                                                                                          | 9–11                                                                                         | Cuartofinalista                                                                              |                                                                                              |                                                                                              |                                                                                              |                                                                                              |                                                                                              |
| 1967–68   | 1                                                                     | 1.ª División                                                          | 8.º                                                                                          | 6–14                                                                                         | Cuartofinalista                                                                              |                                                                                              |                                                                                              |                                                                                              |                                                                                              |                                                                                              |
| 1968–69   | 1                                                                     | 1.ª División                                                          | 7.º                                                                                          | 8–1–13                                                                                       | Cuartofinalista                                                                              |                                                                                              |                                                                                              |                                                                                              |                                                                                              |                                                                                              |
| 1969–70   | 1                                                                     | 1.ª División                                                          | 6.º                                                                                          | 11–11                                                                                        | Cuartofinalista                                                                              |                                                                                              |                                                                                              |                                                                                              |                                                                                              |                                                                                              |
| 1970–71   | 1                                                                     | 1.ª División                                                          | 6.º                                                                                          | 11–11                                                                                        | Cuartofinalista                                                                              |                                                                                              |                                                                                              |                                                                                              |                                                                                              |                                                                                              |
| 1971–72   | 1                                                                     | 1.ª División                                                          | 2.º                                                                                          | 19–3                                                                                         | Semifinalista                                                                                |                                                                                              |                                                                                              |                                                                                              |                                                                                              |                                                                                              |
| 1972–73   | 1                                                                     | 1.ª División                                                          | 3.º                                                                                          | 22–2–6                                                                                       | Cuartofinalista                                                                              |                                                                                              |                                                                                              | 3 Korać Cup                                                                                  | SF                                                                                           | 3–2                                                                                          |
| 1973–74   | 1                                                                     | 1.ª División                                                          | 2.º                                                                                          | 22–2–4                                                                                       | Cuartofinalista                                                                              |                                                                                              |                                                                                              | 3 Korać Cup                                                                                  | R12                                                                                          | 7–1                                                                                          |
| 1974–75   | 1                                                                     | 1.ª División                                                          | 2.º                                                                                          | 19–3                                                                                         | Semifinalista                                                                                |                                                                                              |                                                                                              | 3 Korać Cup                                                                                  | RU                                                                                           | 9–5                                                                                          |
| 1975–76   | 1                                                                     | 1.ª División                                                          | 2.º                                                                                          | 23–9                                                                                         | Semifinalista                                                                                |                                                                                              |                                                                                              | 3 Korać Cup                                                                                  | R16                                                                                          | 3–3                                                                                          |
| 1976–77   | 1                                                                     | 1.ª División                                                          | 2.º                                                                                          | 20–1–1                                                                                       | Finalista                                                                                    |                                                                                              |                                                                                              |                                                                                              |                                                                                              |                                                                                              |
| 1977–78   | 1                                                                     | 1.ª División                                                          | 3.º                                                                                          | 19–3                                                                                         | Campeón                                                                                      |                                                                                              |                                                                                              | 2 Cup Winners' Cup                                                                           | SF                                                                                           | 7–1–4                                                                                        |
| 1978–79   | 1                                                                     | 1.ª División                                                          | 2.º                                                                                          | 17–5                                                                                         | Campeón                                                                                      |                                                                                              |                                                                                              | 2 Cup Winners' Cup                                                                           | SF                                                                                           | 8–2                                                                                          |
| 1979–80   | 1                                                                     | 1.ª División                                                          | 2.º                                                                                          | 19–3                                                                                         | Campeón                                                                                      |                                                                                              |                                                                                              | 2 Cup Winners' Cup                                                                           | SF                                                                                           | 4–4                                                                                          |
| 1980–81   | 1                                                                     | 1.ª División                                                          | 1.º                                                                                          | 23–3                                                                                         | Campeón                                                                                      |                                                                                              |                                                                                              | 2 Cup Winners' Cup                                                                           | RU                                                                                           | 6–3                                                                                          |
| 1981–82   | 1                                                                     | 1.ª División                                                          | 2.º                                                                                          | 24–2                                                                                         | Campeón                                                                                      |                                                                                              |                                                                                              | 1 Champions Cup                                                                              | SF                                                                                           | 10–6                                                                                         |
| 1982–83   | 1                                                                     | 1.ª División                                                          | 1.º                                                                                          | 26–1                                                                                         | Campeón                                                                                      |                                                                                              |                                                                                              | 2 Cup Winners' Cup                                                                           | QF                                                                                           | 3–3                                                                                          |
| 1983–84   | 1                                                                     | Liga ACB                                                              | 2.º                                                                                          | 29–7                                                                                         | Finalista                                                                                    |                                                                                              |                                                                                              | 1 Champions Cup                                                                              | RU                                                                                           | 11–4                                                                                         |
| 1984–85   | 1                                                                     | Liga ACB                                                              | 3.º                                                                                          | 26–7                                                                                         | Tercera posición                                                                             |                                                                                              |                                                                                              | 2 Cup Winners' Cup                                                                           | C                                                                                            | 9–2                                                                                          |
| 1985–86   | 1                                                                     | Liga ACB                                                              | 2.º                                                                                          | 27–8                                                                                         | Tercera posición                                                                             |                                                                                              |                                                                                              | 2 Cup Winners' Cup                                                                           | C                                                                                            | 7–2                                                                                          |
| 1986–87   | 1                                                                     | Liga ACB                                                              | 1.º                                                                                          | 31–7                                                                                         | Campeón                                                                                      | Copa Príncipe                                                                                | QF                                                                                           | 3 Korać Cup                                                                                  | C                                                                                            | 7–3                                                                                          |
| 1987–88   | 1                                                                     | Liga ACB                                                              | 1.º                                                                                          | 31–9                                                                                         | Campeónn                                                                                     | Supercopa                                                                                    | C                                                                                            | 1 Champions Cup                                                                              | QF                                                                                           | 13–5                                                                                         |
| 1987–88   | 1                                                                     | Liga ACB                                                              | 1.º                                                                                          | 31–9                                                                                         | Campeónn                                                                                     | Copa Príncipe                                                                                | C                                                                                            | 1 Champions Cup                                                                              | QF                                                                                           | 13–5                                                                                         |
| 1988–89   | 1                                                                     | Liga ACB                                                              | 1.º                                                                                          | 35–9                                                                                         | Finalista                                                                                    | Copa Príncipe                                                                                | RU                                                                                           | 1 Champions Cup                                                                              | 4.º                                                                                          | 13–5                                                                                         |
| 1989–90   | 1                                                                     | Liga ACB                                                              | 1.º                                                                                          | 38–8                                                                                         | 1990 Copa del Rey de BaloncestoCuartofinalista                                               |                                                                                              |                                                                                              | 1 Champions Cup                                                                              | RU                                                                                           | 15–3                                                                                         |
| 1990–91   | 1                                                                     | Liga ACB                                                              | 2.º                                                                                          | 34–13                                                                                        | Campeón                                                                                      | Copa Príncipe                                                                                | SF                                                                                           | 1 Champions Cup                                                                              | RU                                                                                           | 14–4                                                                                         |
| 1991–92   | 1                                                                     | Liga ACB                                                              | 6.º                                                                                          | 26–12                                                                                        | Cuarta posición                                                                              |                                                                                              |                                                                                              | 1 European League                                                                            | QF                                                                                           | 12–6                                                                                         |
| 1992–93   | 1                                                                     | Liga ACB                                                              | 3.º                                                                                          | 29–11                                                                                        | Cuartofinalista                                                                              |                                                                                              |                                                                                              | 3 Korać Cup                                                                                  | SF                                                                                           | 11–3                                                                                         |
| 1993–94   | 1                                                                     | Liga ACB                                                              | 2.º                                                                                          | 28–12                                                                                        | Champion                                                                                     |                                                                                              |                                                                                              | 1 European League                                                                            | 4.º                                                                                          | 12–9                                                                                         |
| 1994–95   | 1                                                                     | Liga ACB                                                              | 1.º                                                                                          | 38–12                                                                                        | Cuartofinalista                                                                              |                                                                                              |                                                                                              | 1 European League                                                                            | GS                                                                                           | 10–6                                                                                         |
| 1995–96   | 1                                                                     | Liga ACB                                                              | 1.º                                                                                          | 38–11                                                                                        | Finalista                                                                                    |                                                                                              |                                                                                              | 1 European League                                                                            | RU                                                                                           | 13–5                                                                                         |
| 1996–97   | 1                                                                     | Liga ACB                                                              | 1.º                                                                                          | 36–12                                                                                        | Semifinalista                                                                                |                                                                                              |                                                                                              | 1 EuroLeague                                                                                 | RU                                                                                           | 13–10                                                                                        |
| 1997–98   | 1                                                                     | Liga ACB                                                              | 4.º                                                                                          | 24–17                                                                                        | Cuartofinalista                                                                              |                                                                                              |                                                                                              | 1 EuroLeague                                                                                 | R16                                                                                          | 10–9                                                                                         |
| 1998–99   | 1                                                                     | Liga ACB                                                              | 1.º                                                                                          | 35–8                                                                                         | Semifinalista                                                                                |                                                                                              |                                                                                              | 3 Korać Cup                                                                                  | C                                                                                            | 13–3                                                                                         |
| 1999–00   | 1                                                                     | Liga ACB                                                              | 2.º                                                                                          | 34–14                                                                                        | Cuartofinalista                                                                              |                                                                                              |                                                                                              | 1 EuroLeague                                                                                 | 4.º                                                                                          | 16–8                                                                                         |
| 2000–01   | 1                                                                     | Liga ACB                                                              | 1.º                                                                                          | 38–5                                                                                         | Campeón                                                                                      |                                                                                              |                                                                                              | 1 Euroleague                                                                                 | T16                                                                                          | 8–4                                                                                          |
| 2001–02   | 1                                                                     | Liga ACB                                                              | 3.º                                                                                          | 31–11                                                                                        | Finalista                                                                                    |                                                                                              |                                                                                              | 1 Euroleague                                                                                 | T16                                                                                          | 14–6                                                                                         |
| 2002–03   | 1                                                                     | Liga ACB                                                              | 1.º                                                                                          | 36–9                                                                                         | Campeón                                                                                      |                                                                                              |                                                                                              | 1 Euroleague                                                                                 | C                                                                                            | 18–4                                                                                         |
| 2003–04   | 1                                                                     | Liga ACB                                                              | 1.º                                                                                          | 32–14                                                                                        | Cuartofinalista                                                                              |                                                                                              |                                                                                              | 1 Euroleague                                                                                 | T16                                                                                          | 14–6                                                                                         |
| 2004–05   | 1                                                                     | Liga ACB                                                              | 5.º                                                                                          | 25–13                                                                                        | Cuartofinalista                                                                              | Supercopa                                                                                    | C                                                                                            | 1 Euroleague                                                                                 | T16                                                                                          | 11–9                                                                                         |
| 2005–06   | 1                                                                     | Liga ACB                                                              | 3.º                                                                                          | 27–14                                                                                        | Cuartofinalista                                                                              |                                                                                              |                                                                                              | 1 Euroleague                                                                                 | 4.º                                                                                          | 15–10                                                                                        |
| 2006–07   | 1                                                                     | Liga ACB                                                              | 2.º                                                                                          | 30–17                                                                                        | Campeón                                                                                      | Supercopa                                                                                    | SF                                                                                           | 1 Euroleague                                                                                 | QF                                                                                           | 14–9                                                                                         |
| 2007–08   | 1                                                                     | Liga ACB                                                              | 2.º                                                                                          | 28–13                                                                                        | Cuartofinalista                                                                              | Supercopa                                                                                    | SF                                                                                           | 1 Euroleague                                                                                 | QF                                                                                           | 13–10                                                                                        |
| 2008–09   | 1                                                                     | Liga ACB                                                              | 1.º                                                                                          | 33–8                                                                                         | Semifinalista                                                                                | Supercopa                                                                                    | SF                                                                                           | 1 Euroleague                                                                                 | 3.º                                                                                          | 18–5                                                                                         |
| 2009–10   | 1                                                                     | Liga ACB                                                              | 2.º                                                                                          | 36–6                                                                                         | Campeón                                                                                      | Supercopa                                                                                    | C                                                                                            | 1 Euroleague                                                                                 | C                                                                                            | 20–2                                                                                         |
| 2010–11   | 1                                                                     | Liga ACB                                                              | 1.º                                                                                          | 35–7                                                                                         | Campeón                                                                                      | Supercopa                                                                                    | C                                                                                            | 1 Euroleague                                                                                 | QF                                                                                           | 14–6                                                                                         |
| 2011–12   | 1                                                                     | Liga ACB                                                              | 1.º                                                                                          | 37–8                                                                                         | Finalista                                                                                    | Supercopa                                                                                    | C                                                                                            | 1 Euroleague                                                                                 | 3.º                                                                                          | 19–2                                                                                         |
| 2012–13   | 1                                                                     | Liga ACB                                                              | 2.º                                                                                          | 30–15                                                                                        | Campeón                                                                                      | Supercopa                                                                                    | RU                                                                                           | 1 Euroleague                                                                                 | 4.º                                                                                          | 25–6                                                                                         |
| 2013–14   | 1                                                                     | Liga ACB                                                              | 1.º                                                                                          | 35–10                                                                                        | Finalista                                                                                    | Supercopa                                                                                    | RU                                                                                           | 1 Euroleague                                                                                 | 3.º                                                                                          | 23–6                                                                                         |
| 2014–15   | 1                                                                     | Liga ACB                                                              | 2.º                                                                                          | 30–14                                                                                        | Finalista                                                                                    | Supercopa                                                                                    | RU                                                                                           | 1 Euroleague                                                                                 | QF                                                                                           | 21–7                                                                                         |
| 2015–16   | 1                                                                     | Liga ACB                                                              | 2.º                                                                                          | 35–9                                                                                         | Cuartofinalista                                                                              | Supercopa                                                                                    | C                                                                                            | 1 Euroleague                                                                                 | QF                                                                                           | 17–12                                                                                        |
| 2016–17   | 1                                                                     | Liga ACB                                                              | 6.º                                                                                          | 23–12                                                                                        | Semifinalista                                                                                | Supercopa                                                                                    | RU                                                                                           | 1 EuroLeague                                                                                 | 11.º                                                                                         | 12–18                                                                                        |
| 2017–18   | 1                                                                     | Liga ACB                                                              | 3.º                                                                                          | 27–14                                                                                        | Campeón                                                                                      |                                                                                              |                                                                                              | 1 EuroLeague                                                                                 | 13.º                                                                                         | 11–19                                                                                        |
| 2018–19   | 1                                                                     | Liga ACB                                                              | 2.º                                                                                          | 33–10                                                                                        | Campeón                                                                                      | Supercopa                                                                                    | SF                                                                                           | 1 EuroLeague                                                                                 | QF                                                                                           | 20–15                                                                                        |
| 2019–20   | 1                                                                     | Liga ACB                                                              | 2.º                                                                                          | 24–6                                                                                         | Cuartofinalista                                                                              |                                                                                              |                                                                                              | 1 EuroLeague                                                                                 | —                                                                                            | 22–6                                                                                         |
| 2020–21   | 1                                                                     | Liga ACB                                                              | 1.º                                                                                          | 38–6                                                                                         | Campeón                                                                                      | Supercopa                                                                                    | RU                                                                                           | 1 EuroLeague                                                                                 | RU                                                                                           | 28–13                                                                                        |
| 2021–22   | 1                                                                     | Liga ACB                                                              | 2.º                                                                                          | 27–7                                                                                         | Campeón                                                                                      | Supercopa                                                                                    | RU                                                                                           | 1 EuroLeague                                                                                 | 3.º                                                                                          | 25–10                                                                                        |
| 2022–23   | 1                                                                     | Liga ACB                                                              | 1.º                                                                                          | 37–6                                                                                         | Cuartos de final                                                                             | Supercopa                                                                                    | RU                                                                                           | 1 EuroLeague                                                                                 | 4.º                                                                                          | 26–13                                                                                        |
| 2023–24   | 1                                                                     | Liga ACB                                                              | 3.º                                                                                          | 25–14                                                                                        | Subcampeón                                                                                   | Supercopa                                                                                    | SF                                                                                           | 1 EuroLeague                                                                                 | PO                                                                                           | 24–15                                                                                        |
| 2024–25   | 1                                                                     | Liga ACB                                                              | 5.º                                                                                          | 22–14                                                                                        | Cuartos de final                                                                             | Supercopa                                                                                    | SF                                                                                           | 1 EuroLeague                                                                                 | PO                                                                                           | 23–16                                                                                        |

## Organigrama deportivo

### Altas y bajas 2025-26
| Altas           | Altas      | Altas                     | Altas                 | Altas |
| Jugador         | Posición   | Procedencia               | Tipo                  | Costo |
| --------------- | ---------- | ------------------------- | --------------------- | ----- |
| Joan Peñarroya  | Entrenador | Saski Baskonia            | Fin de contrato       | —     |
| Kevin Punter    | Escolta    | KK Partizan               | Rescisión de contrato | —     |
| Justin Anderson | Alero      | Valencia Basket           | Fin de contrato       | —     |
| Juan Núñez      | Base       | Ratiopharm Ulm            | Fin de contrato       | —     |
| Chimezie Metu   | Ala-pívot  | Detroit Pistons           | Fin de contrato       | —     |
| Youssoupha Fall | Pívot      | ASVEL Lyon-Villeurbanne   | Fin de contrato       | —     |
| Dame Sarr       | Escolta    | Fútbol Club Barcelona "B" | Promoción             | —     |
| Raulzinho Neto  | Base       | Pinheiros Basquete        | Rescisión contrato    | —     |

| Bajas            | Bajas      | Bajas                      | Bajas                 | Bajas |
| Jugador          | Posición   | Destino                    | Tipo                  | Costo |
| ---------------- | ---------- | -------------------------- | --------------------- | ----- |
| Roger Grimau     | Entrenador | —                          | Rescisión de contrato | —     |
| Nikola Kalinić   | Alero      | Estrella Roja              | Fin de contrato       | —     |
| Sergi Martínez   | Alero      | Bàsquet Girona             | Fin de contrato       | —     |
| Oscar da Silva   | Ala-pívot  | Bayern de Múnich           | Fin de contrato       | —     |
| Oriol Paulí      | Alero      | Força Lleida Club Esportiu | Fin de contrato       | —     |
| Michael Caicedo  | Escolta    | Força Lleida Club Esportiu | Fin de contrato       | —     |
| Rokas Jokubaitis | Base       | Maccabi Tel Aviv           | Rescisión de contrato | —     |
| James Nnaji      | Pívot      | Bàsquet Girona             | Cesión                | —     |
| Raulzinho Neto   | Base       | —                          | Rescisión contrato    | —     |

### Dorsales retirados
El Barcelona es uno de los clubes que como medida excepcional adoptó la tradición estadounidense de retirar los números de las camisetas de los jugadores que han hecho historia en el club en señal de reconocimiento. Así, tras el hecho, ningún jugador posterior podrá lucir dicho número, que quedará como homenaje póstumo al jugador. Sin embargo, esta práctica no está aceptada por los organismos oficiales de España, por lo que se produce a efectos honoríficos.
| Números retirados por el F. C. Barcelona |                           |        |                      |
| N.º                                      | Jugador                   | Puesto | Periodo              |
| 4                                        | Andrés Jiménez            | AP     | 1986-1998            |
| 7                                        | Nacho Solozábal           | B      | 1978-1994            |
| 11                                       | Juan Carlos Navarro       | E      | 1997-2007, 2008-2018 |
| 12                                       | Roberto Dueñas            | P      | 1996-2005            |
| 15                                       | Juan Antonio San Epifanio | A      | 1979-1995            |

### Parcela técnica
- Años 20:
- Años 30:
- Años 40:
- Años 50: Jaime Isal
- Años 60:
- Años 70: Xabier Añúa (1968-72), Willy Ernst (1972-73), Vicente Sanjuán (1973-74), Eduardo Portela, Ranko Žeravica (1974–76), Eduardo Kucharsky (1977–79), Antoni Serra (1979–85).
- Años 80: Manolo Flores (1985), Aíto García Reneses (1985–1990).
- Años 90: Božidar Maljković (1990–92), Aíto García Reneses (1992–97 y 1998–02), Manel Comas (1997), Joan Montes (1997-98)
- Años 2000: Svetislav Pešić (2002–04), Joan Montes (2004-05), Manolo Flores (2005), Duško Ivanović (2005–08), Xavier Pascual (2008–2016)
- Años 2010: Xavier Pascual (2008-2016), Georgios Bartzokas (2016-2017), Sito Alonso (2017-2018), Svetislav Pešić (2018-2020)
- Años 2020: Šarūnas Jasikevičius (2020-2023), Roger Grimau (2023-2024), Joan Peñarroya (2024-act.)

## Datos de la sección

### Trayectoria y palmarés resumido
|  | Para más detalles, consultar Palmarés del Fútbol Club Barcelona (baloncesto) y Trayectoria del Fútbol Club Barcelona (baloncesto) |

### Torneos internacionales (10)
- Euroliga
  -  Campeón (2): 2002–03, 2009–10.
  - Subcampeón (6): 1983–84, 1989–90, 1990–91, 1995–96, 1996–97, 2020-21.
- Recopa de Europa
  -  Campeón (2): 1984–85, 1985–86.
  - Subcampeón (1): 1980–81.
- Copa Korać
  -  Campeón (2): 1986–87, 1998–99.
  - Subcampeón (1): 1974–75.
- Supercopa de Europa
  -  Campeón (1): 1986–87.
- Copa Intercontinental FIBA
  - Campeón (1): 1985.
  - Subcampeón (1): 1987.
- Torneo Internacional de la ACB
  -  Campeón (2): 1983-84, 1986-87.
  - Subcampeón (1): 1987-88.

### Torneos nacionales (54)
- Ligas Españolas (20), dividas en:
  - Liga ACB:
  -  Campeón (17): 1986-87, 1987-88, 1988-89, 1989-90, 1994-95, 1995-96, 1996-97, 1998–99, 2000–01, 2002–03, 2003–04, 2008–09, 2010–11, 2011–12, 2013–14, 2020-21, 2022-23.
  - Subcampeón (13): 1983–84, 1985-86, 1990–91, 1993-94, 1999–00, 2006–07, 2007–08, 2009–10, 2012–13, 2014–15, 2015–16, 2018-19, 2019-20.
  - Liga Española (antes de ACB):
  -  Campeón (3): 1958–59, 1980–81, 1982–83.
  - Subcampeón (9): 1956–57, 1971–72, 1973–74, 1974–75, 1975–76, 1976–77, 1978–79, 1979–80, 1981–82.
- Copa del Rey/Copa de España
  -  Campeón (27): 1942–43, 1944–45, 1945–46, 1946–47, 1948–49, 1949–50, 1958–59, 1977–78, 1978–79, 1979–80, 1980–81, 1981–82, 1982–83, 1986–87, 1987–88, 1990–91, 1993–94, 2000–01, 2002–03, 2006–07, 2009–10, 2010–11, 2012–13, 2017–18, 2018–19, 2020–21, 2021–22.
  - Subcampeón (12): 1941–42, 1950–51, 1960–61, 1976–77, 1983–84, 1988–89, 1995–96, 2001–02, 2011–12, 2013–14, 2014–15, 2023–24.
- Supercopa de España
  -  Campeón (6): 1988, 2004, 2009, 2010, 2011, 2015.
  - Subcampeón (7): 2012, 2013, 2014, 2016, 2019, 2020, 2021.
- Copa Príncipe de Asturias
  -  Campeón (1): 1987–88.
  - Subcampeón (1): 1988–89.

### Torneos catalanes (33)
- Liga Catalana
  -  Campeón (24): 1980–81, 1981–82, 1982–83, 1983–84, 1984–85, 1985–86, 1989–90, 1993–94, 1995–96, 2000–01, 2001–02, 2004–05, 2009–10, 2010–11, 2011–12, 2012–13, 2013–14, 2014–15, 2015–16, 2016–17, 2017-18, 2019-20, 2022-23, 2023-24. (Récord)
  - Subcampeón (14): 1986–87, 1987–88, 1988–89, 1990–91, 1991–92, 1992–93, 1994–95, 2002–03, 2003–04, 2005–06, 2008–09, 2018-19, 2020-21, 2021-22.
- Campeonato de Cataluña
  -  Campeón (9): 1941–42, 1942–43, 1944–45, 1945–46, 1946–47, 1947–48, 1949–50, 1950–51, 1954–55. (Récord).
  - Subcampeón (4): 1927–28, 1943–44, 1948–49, 1953–54.

### Torneos en categorías base
- Euroleague Basketball Next Generation Tournament
  -  Campeón (1): 2016.
  - Subcampeón (3): 2008, 2013, 2021.
- Minicopa del Rey
  -  Campeón (8): 2005, 2006, 2007, 2008, 2012, 2020, 2024, 2025.
  - Subcampeón (6): 2004, 2009, 2010, 2011, 2013, 2023.

| F. C. Barcelona                                                               | 24 | 9 | 20 | 27 | 6 | 2 | 2 | 2 | - | 1 | 2 | 1 | 96 |
| Datos actualizados a la consecución del último título el 21 de junio de 2023. |    |   |    |    |   |   |   |   |   |   |   |   |    |

Notas : Desde 2004 la ULEB se integró dentro de FIBA Europa, tras la escisión FIBA-EUROLIGA (ULEB), aunque a partir de la temporada 2016/17 tuvo lugar una nueva fractura. Por otra parte, hay que mencionar, que, existió una tercera competición europea: FIBA EuroChallenge -Eurocup FIBA-, desaparecida en 2015 para dar paso a la nueva Copa Europea de la FIBA (e incluso llegó a haber una cuarta competición europea gestionada por la FIBA entre 2002 y 2007); no organizadas por la ULEB.
El Torneo Internacional ACEB fue una competición de carácter internacional que enfrentaba a los campeones continentales, siendo organizada por un organismo español y no contabilizada, al menos de momento, por la FIBA en su palmarés.

### Otros datos
- Temporadas ACB: 32 (59 en los demás formatos)
- Máxima puntuación en un partido: F. C. Barcelona 147-106 Cajabilbao (1986/1987)
- Mayor diferencia de puntos:74. F. C. Barcelona 128-54 Mataró (1972/1973)
- N.º de veces que ha conseguido el triplete (ACB, Euroliga y Copa del Rey): 1 (2002/03)
- Jugador con más partidos de liga: Juan Carlos Navarro (650)
- Jugador con más minutos en liga: Epi (11.758)
- Jugador con más puntos en liga: Juan Carlos Navarro (8.017)
- Jugador con más triples en liga: Juan Carlos Navarro (1.108)
- Jugador con más rebotes en liga: Roberto Dueñas (2.113)
- Jugador con más asistencias en liga: Juan Carlos Navarro (1.563)
- Jugador con más recuperaciones en liga: Solozábal (611)
- Jugador con más tapones en liga: Fran Vázquez (350)

## Instalaciones
- Sol de Baix Sports Complex (1926–40)
- Pista de Les Corts (1940–55), junto al Campo de Les Corts
- Palacio de los Deportes de Barcelona (1955-1971)
- Palau Blaugrana (1971–90)
- Palau Sant Jordi (1990–92), después de 1992 en ocasiones puntuales
- Palau Blaugrana (1992–presente)

## F. C. Barcelona "B"
El F. C. Barcelona "B" es el equipo filial y actualmente compite en la Liga EBA. Disputa sus partidos en la Ciutat Esportiva Joan Gamper.

## Partidos contra equipos NBA
- El 5 de octubre de 2006 se convirtió en el primer equipo europeo –segundo de la FIBA, más allá del Maccabi de Tel Aviv y de la Selección de la Unión Soviética– y de la Liga ACB en ganar a un rival NBA. Derrotó a los Philadelphia 76ers en el Palau Sant Jordi de Barcelona.
- El 18 de octubre de 2008 disputó el primer partido de un equipo de la Liga ACB en pista de un rival NBA, el Staples Center de Los Ángeles ante Los Angeles Lakers.
- El 7 de octubre de 2010 el F. C. Barcelona, vigente campeón de la Euroliga, se convirtió en el primer equipo europeo y segundo FIBA de la Historia del Baloncesto en ganar al vigente campeón de la NBA, los L.A. Lakers, por 92–88, en partido disputado en el Palau San Jordi de Barcelona. Pete Mickeal con 26 puntos y Juan Carlos Navarro con 25 fueron los mejores del partido. En los Lakers, Pau Gasol, exjugador azulgrana, fue el mejor con 25 puntos anotados.
- El 5 de octubre de 2016 se enfrentó al finalista de la Conferencia Oeste, los Oklahoma City Thunder. El Barcelona perdió el encuentro por un estrecho margen a pesar de estar mermado por la cantidad y calidad de sus jugadores lesionados. Dos baloncestistas del filial –Stefan Peno y Pol Figueras– tuvieron que ocupar la posición de base.[26]

### Listado de partidos
| 20 de octubre de 1989 | Denver Nuggets                        | 137–103     | F. C. Barcelona         |                         |  |
|                       | Parciales: 37-24, 32-16, 33-34, 35-29 |             |                         |                         |  |
|                       | Estadísticas English 24               | Reporte Pts | Estadísticas Jiménez 20 | Pabellón: Palaeur, Roma |  |

| 10 de octubre de 2003 | F. C. Barcelona                       | 80–91       | Memphis Grizzlies     | |  |
|                       | Parciales: 18-23, 22-21, 15-25, 25-22 |             |                       | |  |
|                       | Estadísticas Navarro 19               | Reporte Pts | Estadísticas Gasol 18 | Pabellón: Palau Sant Jordi, Barcelona Asistencia: 16.525 espectadores Árbitros: Dan Crawford, Michael Smith y Xavier Amorós |  |

| 5 de octubre de 2006 | F. C. Barcelona                           | 104–99               | Philadelphia 76ers                              | |  |
|                      | Parciales: 29-30, 22-21, 23-22, 30-26     |                      |                                                 | |  |
|                      | Estadísticas Navarro 18 Kasun 7 Lakovič 7 | Reporte Pts Reb Asts | Estadísticas Dalembert 21 Dalembert 10 Webber 7 | Pabellón: Palau Sant Jordi, Barcelona Asistencia: 16.236 espectadores Árbitros: Joe Forte, David Jones y Eddie Viator |  |

| 18 de octubre de 2008 | Los Angeles Lakers                     | 108–104              | F. C. Barcelona                             | |  |
|                       | Parciales: 29-19, 24-25, 30-24, 25-36  |                      |                                             | |  |
|                       | Estadísticas Bryant 28 Odom 8 Farmar 5 | Reporte Pts Reb Asts | Estadísticas Navarro 34 Navarro 6 Navarro 7 | Pabellón: Staples Center, Los Ángeles, CA Asistencia: 14.000 espectadores Árbitros: Jack Nies, Jim Clark y Luis Grillo |  |

| 19 de octubre de 2008 | Los Angeles Clippers                  | 114–109         | F. C. Barcelona                                |                                                                                            |  |
|                       | Parciales: 27-25, 40-34, 21-26, 26-24 |                 |                                                |                                                                                            |  |
|                       | Estadísticas Thornton 23 Thornton 11  | Reporte Pts Reb | Estadísticas Ilyasova 20 Ilyasova 14 Lakovič 7 | Pabellón: Staples Center, Los Ángeles, CA Árbitros: Mark Ayotte, Scott Foster y Marc Davis |  |

| 7 de octubre de 2010 | F. C. Barcelona                              | 92–88                | Los Angeles Lakers                     | |  |
|                      | Parciales: 21-24, 24-20, 23-26, 24-18        |                      |                                        | |  |
|                      | Estadísticas Mickeal 26 Mickeal 13 Mickeal 7 | Reporte Pts Reb Asts | Estadísticas Gasol 25 Odom 18 Bryant 3 | Pabellón: Palau Sant Jordi, Barcelona Asistencia: 16.236 espectadores Árbitros: Emilio Pérez Pizarro, Marc Davis y Jason Phillips |  |

| 9 de octubre de 2012 | F. C. Barcelona                                        | 99–85                | Dallas Mavericks                          | |  |
|                      | Parciales: 21-19, 21-21, 32-16, 25-29                  |                      |                                           | |  |
|                      | Estadísticas Mickeal & Navarro 19 Wallace 13 Wallace 5 | Reporte Pts Reb Asts | Estadísticas Kaman 15 Kaman 10 Collison 4 | Pabellón: Palau Sant Jordi, Barcelona Asistencia: 16.236 espectadores Árbitros: Zach Zarba, Sean Wright y Juan Carlos González |  |

| 5 de octubre de 2016 | F. C. Barcelona                                | 89–92                | Oklahoma City Thunder                       | |  |
|                      | Parciales: 25-26, 22-19, 21-22, 21-25          |                      |                                             | |  |
|                      | Estadísticas Claver 25 Tomić 6 Oleson & Peno 6 | Reporte Pts Reb Asts | Estadísticas Kanter 24 Kanter 8 Westbrook 5 | Pabellón: Palau Sant Jordi, Barcelona Asistencia: 16.236 espectadores Árbitros: John Globe, Matt Boland y Damir Javor |  |

## Anexos
- Baloncestistas del FCB en la liga ACB
- Historial de partidos de liga ACB del FCB
- Partidos del FCB de baloncesto en Europa
- Historial de partidos de Euroliga del FCB